# Почесний громадянин Єревана
Поче́сний громадя́нин Єрева́на (вірм. Երևանի պատվավոր քաղաքացի) — звання, що присвоюється громадянам Вірменії або іноземним громадянам, що мають особливі заслуги перед містом Єреван.

## Вимоги до кандидатів
Звання «Почесний громадянин Єревана» може бути присвоєно, незалежно від національності, раси, статі, релігії, політичних або інших переконань, майнового або іншого стану. Звання присвоюється за бездоганну роботу та (або) величезний внесок в економічний і культурний розвиток міста та за розвиток дружніх відносин між Єреваном та іншими містами, за зміцнення миру і дружби між народами, це незаперечний внесок у розвиток культури, мистецтва, літератури і науки.

## Процедура присудження
Кандидати на звання «Почесний громадянин Єревана» подаються в письмовій формі зареєстрованими громадськими об'єднаннями, фондами, об'єднаннями юридичних осіб, культурними, освітніми і науковими організаціями, Вірменською Апостольською Церквою, органами державної влади, органами місцевого самоврядування міста, які зобов'язані обґрунтувати свою пропозицію і представити відповідні матеріали. Рекомендовані кандидати обговорюються в міській Раді і подається на утвердження меру Єревана.

## Нагорода
Почесний громадянин Єревана отримує пам'ятну медаль та грамоту почесного громадянина. Його ім'я реєструється в мерії в спеціальній книзі почесних громадян. Відповідний запис проводиться і на меморіальному камені. Рішення про присудження звання «Почесний громадянин» висвітлюється засобами масової інформації, а відповідні матеріали (рішення мера, які висвітлюють життя і роботу почесних громадян та інші матеріали) передаються на зберігання в музей історії міста Єревана. Почесним громадянам рішенням мера Єревана можуть бути визначені пільги.

## Історія
Традиція присвоєння звання «Почесний громадянин Єревана» бере початок з 1983 р. Першим почесним громадянином Єревана став всесвітньо відомий астрофізик, засновник Бюраканської обсерваторії, академік Віктор Амбарцумян. Звання «Почесний громадянин Єревана» присвоюється щорічно в рамках святкувань дня міста «Еребуні-Єреван».

## Список почесних громадян Єревана

### 1983
- Віктор Амбарцумян — Президент Академії наук Вірменської РСР, академік, двічі Герой Соціалістичної Праці, герой Вірменії
- Сурен Петросян — бригадир апаратників науково-виробничого об'єднання «Наїріт»
- Саркис Мартиросян — генерал-лейтенант, Герой Радянського Союзу

### 1984
- Христофор Пірумов — персональний пенсіонер союзного значення, академік
- Гріша Маркарян — бригадир будівельної дільниці N31 тресту «Ерардшін»
- Гоар Гаспарян — солістка Державного академічного театру опери і балету імені О. Спендіаряна, народна артистка СРСР, лауреат державних премій

### 1985
- Айк Мартиросян — генерал-майор, ветеран Другої світової війни
- Серо Ханзадян — письменник, Герой Соціалістичної Праці
- Роланд Мовсісян — начальник виробничої дільниці N31 ПО «Армелектромаш»

### 1986
- Сільва Капутікян — письменниця, лауреат Державних премій
- Овік Абрамян — бригадир будівельно-монтажного ПЗ «Ереванстрой»
- Григорій Ханджян — Народний художник СРСР, лауреат Державної премії
- Михайло Дудін — секретар спілки письменників Російської Федерації, письменник
- Арман Кучукян — головний конструктор об'єднаної системи електронно-обчислювальних машин науково-дослідного інституту математичних машин

### 1987
- Олександр Арутюнян — композитор, народний артист СРСР, лауреат Державної премії
- Шаварш Карапетян — керівник центру технічної творчості молоді, заслужений майстер спорту СРСР, рекордсмен підводного швидкісного плавання, чемпіон Європи
- Мамбре Гарагаш — член КПРС з 1920 р., заслужений діяч науки Вірменії
- Саманд Сіабандов — ветеран Великої Вітчизняної війни та праці, Герой Радянського Союзу
- Елмір Арутюнян — робочий виробничого об'єднання «Електроприлад», депутат Верховної Ради СРСР, лауреат Державної премії СРСР

### 1990
- Лоріс Чгнаворян — художній керівник і головний диригент державного симфонічного оркестру Вірменії та симфонічного оркестру молоді Єреванської міської ради

### 1991
- Григорій Мінасян — громадянин Німеччини, благодійник

### 1994
- Маркос Григорян — ірано-вірменський художник

### 1995
- Регіна Казарян — Заслужений художник Вірменії
- Ваче Манукян — американо-вірменський благодійник
- Саркіс Акопян — американо-вірменський благодійник

### 1996
- Шарль Азнавур — співак, французько-вірменський благодійник

### 1997
- Андрій Бітов — громадянин РФ, письменник, публіцист
- Саркіс Акопян — американо-вірменський благодійник

### 1998
- Карлос Менем — Президент Аргентини
- Едгар Оганесян — композитор, народний артист СРСР, лауреат державної премії
- Аркадій Тер-Тадевосян («командос») — командувач військами, генерал-майор
- Григорій Асатрян — колишній голова виконавчого комітету міськради Єревана

### 1999
- Едуард Шеварнадзе — Президент Грузії
- Петро Стоянов — Президент Болгарії
- Павло Грачов — колишній міністр оборони Російської Федерації

### 2000
- Хорен Абрамян — Народний артист СРСР, лауреат державних премій
- Сос Саркісян — Народний артист СРСР, лауреат державних премій
- Альберт Азарян — багаторазовий чемпіон Олімпійських ігор, світу та Європи, заслужений майстер спорту
- Дживан Гаспарян — майстер гри на дудуці, народний артист Республіки Вірменія
- Вілен Акопян — ректор Єреванського медичного університету імені Мхітара Гераці
- Грайр Овакімян — кардіолог, хірург
- Герхард Майєр — Президент Червоного хреста

### 2001
- Еміль Лауда — Президент Лівану
- Едвард Мірзоян — композитор, народний артист СРСР, лауреат державних премій
- Олександр Лукашенко — Президент Білорусі
- Гурген Дарібалтаян — генерал-полковник, радник президента РА
- Едуард Ісабекян — Народний художник Вірменії, професор
- Грант Матевосян — прозаїк, лауреат державної премії Вірменії
- Армен Джигарханян — Народний артист СРСР і Вірменії, лауреат державних премій
- Акоп Акопян — лауреат народної премії Вірменії
- Алексан Кіракосян — партійний діяч, колишній заступник голови Ради Міністрів Вірменської РСР
- Володимир Мовсесян — політичний діяч, радник прем'єр-міністра Вірменії
- Аркадій Гукасян — Президент Нагірно-Карабаської Республіки
- Ованнес Чекіджян — хормейстер, народний артист СРСР, лауреат державної премії
- Сен Аревшатян — академік АН РА, директор Єреванського інституту стародавніх рукописів імені М. Маштоца — Матенадарана
- Жан-Клод Годен — мер міста Марселя
- Александр Квасневський — Президент Польщі

### 2002
- Мурад Мурадян — колишній голова виконавчого комітету міськради Єревана
- Левон Шахбазян — Заслужений будівельник РА
- Фадей Саркісян — Президент Національної академії наук Вірменії
- Юрій Лужков — мер Москви
- Вардуї Вардересян — Народна артистка СРСР, лауреат державної премії
- Атом Егоян — кінорежисер
- Леонід Кучма — Президент України
- Борис Єльцин — перший Президент Російської Федерації

### 2003
- Джим Торосян — архітектор, академік
- Грачуї Джинанян — артистка, професор Єреванського державного інституту театру і кіно
- Левон Малхасян — піаніст, президент клубу «Джаз-Арт»
- Микола Нікогосян — художник

### 2004
- Світлана Григорян — народна артистка Вірменії, актриса державного театру комедії імені Акопа Пароняна
- Сурен Гянджумян — Заслужений діяч мистецтв Вірменії
- Генріх Ігітян — Заслужений діяч мистецтв Вірменії
- Вараздат Арутюнян — почесний голова земляцького союзу «Васпуракан», академік, заслужений діяч мистецтв

### 2005
- Зорій Балаян — письменник-публіцист
- Володимир Ресін — перший заступник мера Москви
- Азат Гаспарян — Заслужений артист Вірменії, лауреат державних премій, член правління Товариства театральних діячів Вірменії, актор державного академічного театру імені Сундукяна
- Єрванд Казанчян — Народний артист, голова Товариства театральних діячів Вірменії, художній керівник державного театру музичної комедії імені А. Пароняна, лауреат державної премії, професор
- Арутюн Кегеян — Заслужений тренер Вірменії, директор стадіону «Раздан»
- Перч Зейтунцян — Заслужений діяч мистецтв Вірменії, лауреат Державних премій

### 2006
- Тигран Мансурян — Заслужений артист Вірменії, лауреат державних премій, композитор
- Ашот Казарян — Заслужений артист Вірменії
- Арамаїс Саакян — Заслужений журналіст, лауреат премії «Золоте Перо», головний редактор журналу «Возні» («Їжак»)
- Айрапет Галстян — Член-кореспондент НАН Вірменії, доктор-професор медичних наук, директор Національного онкологічного центру імені С. Фанарджяна

### 2007
- Мартін Вардазарян — композитор
- Агасі Айвазян — письменник-публіцист

### 2008
- Костянтин Орбелян — Народний артист Вірменської РСР, лауреат міжнародних премій, багаторічний керівник державного естрадного ансамблю Вірменської РСР
- Володимир Мсрян — Народний артист Вірменії, лауреат Державної премії, актор драматичного театру імені Грачья Капланяна
- Оганес Заназанян — майстер спорту міжнародного класу, чемпіон Олімпійських ігор, капітан команди Арарат-73

### 2009
Вараздат Мкртчян — керівник адміністративного району Норк-Мараш м. Єревана

### 2010
- Габріел Чемберджян — почесний президент благодійного фонду Пюнік, вірменський бізнесмен сирійського походження, благодійник
- Самвел Петросян — працівник ЗАТ Єреванський метрополітен імені Карена Демірчяна, водій електропоїзда

### 2012
- Сергій Амбарцумян[1] — академік АН Вірменської РСР
- Олександр Григорян[2] — керівник Державного російського драматичного театру ім. Станіславського
- Рафаель Ваганян[2] — міжнародний гросмейстер
- Генріх Мхітарян[2] — футболіст команди Шахтар (Донецьк) і збірної Вірменії

### 2013
- Левон Ігітян — заслужений діяч культури Вірменії, архітектор
- Альберт Мкртчян — народний артист Вірменії, директор Єреванського артистичного театру імені Мгера Мкртчяна, сценарист, кінорежисер
- Грачик Ашугян — заслужений діяч мистецтв Вірменії, народний артист Вірменії

### 2014
- Аронян Левон Григорович[3] — міжнародний гросмейстер
- Едуард Тадевосян — скрипаль, художній керівник струнного квартету імені Комітаса, народний артист Вірменії, професор
- Меружан Тер-Гуланян — письменник, публіцист
- Карина Даніелян — професор, еколог, голова організації «Асоціація в ім'я стабільного людського розвитку»

### 2015
- Мкртчян Раїса Грантівна — співачка, народна артистка Вірменії
- Матевосян Рубен Мацакович — співак, народний артист Вірменської РСР
- Єрзнкян Ерванд Давидович — композитор, диригент, заслужений діяч мистецтв Вірменії, народний артист Вірменії, головний диригент і художній керівник естрадно-симфонічного оркестру Держтелерадіо Вірменії
- Артур Абрахам — професійний боксер, багаторазовий чемпіон світу